# Monstrous moonshine
Monstrous moonshine, также известная как Гипотеза чудовищного вздора — неожиданная связь простой конечной группы-монстра {\displaystyle M} с модулярными функциями (в частности, с {\displaystyle j}-инвариантом). Была выдвинута как гипотеза в 1970-х годах и доказана в 1992 году.

## Название
Monstrous moonshine также называется в английском языке moonshine theory, а до момента доказательства называлась monstrous moonshine hypothesis.
В русском языке она может именоваться оригинальным англоязычным названием или переводиться разными способами:
- Гипотеза чудовищного вздора[2].
- Лунные гипотезы[3].
- Лунный свет[4].
- Moonshine-гипотеза[5].

## История
Первое проявление связи обнаружено в конце 1970-х годов Джоном Маккеем, обратившим внимание на то, что коэффициенты ряда Фурье нормализованного {\displaystyle j}-инварианта:
{\displaystyle j(\tau )={\frac {1}{q}}+744+196884q+21493760q^{2}+864299970q^{3}+\cdots }
({\displaystyle \tau } — отношение полупериодов, {\displaystyle q=e^{2\pi i\tau }}) являются специфическими линейными комбинациями размерностей {\displaystyle r_{i}} неприводимых представлений группы {\displaystyle M}:
{\displaystyle {\begin{aligned}1&=r_{1}\\196884&=r_{1}+r_{2}\\21493760&=r_{1}+r_{2}+r_{3}\\864299970&=2r_{1}+2r_{2}+r_{3}+r_{4}\\20245856256&=3r_{1}+3r_{2}+r_{3}+2r_{4}+r_{5}\\&=2r_{1}+3r_{2}+2r_{3}+r_{4}+r_{6}\\333202640600&=5r_{1}+5r_{2}+2r_{3}+3r_{4}+2r_{5}+r_{7}\\&=4r_{1}+5r_{2}+3r_{3}+2r_{4}+r_{5}+r_{6}+r_{7}\\\dots \end{aligned}}}.
Джон Томпсон для объяснения феномена предложил изучить степенные ряды с коэффициентами, являющимися характерами представлений монстра, вычисленными для различных его элементов. В 1979 году Джон Конвей (предложивший термин monstrous moonshine, впервые узнав о соотношении Маккея) и Саймон Нортон построили такие функции (ряды Маккея — Томпсона), и обнаружили их сходство с главными модулярными функциями (нем. Hauptmodul), сформулировав содержание гипотезы: каждый ряд Маккея — Томпсона соответствует определённой главной модулярной функции.
В 1992 году гипотеза была доказана учеником Конвея Ричардом Борчердсом, впоследствии получившим Филдсовскую премию, в том числе за этот результат. Доказательство существенным образом опиралось на свойства некоторой алгебры вершинных операторов (монстр-вершинной алгебры), для которой группа-монстр является группой симметрий, и тем самым обнаружена связь утверждения с теорией струн и конформной теорией поля (основывающихся на алгебрах вершинных операторов).